# Шабалин, Александр Андреевич
Алекса́ндр Андре́евич Шабали́н (бел. Аляксандр Андрэевіч Шабалін; 15 июля 1938, Пуховичи, Минская область — декабрь 2013, Минск) — советский белорусский государственный деятель, писатель и журналист, спортсмен. Руководитель федерации шашек Беларуси, международный арбитр по шашкам. Член Союза журналистов СССР (1967). Автор произведений на русском и белорусском языках.
Член КПСС. Инструктор отдела пропаганды, затем помощник секретаря ЦК КП Белоруссии (1971—78). Заслуженный деятель культуры Республики Беларусь (2000).
Жил в Минске.

## Биография
Родился в г. Луховичи Минской области в семье служащих. Брат — Анатолий.
Окончил Белорусский политехнический институт.
Работал в редакциях газет: «Гродненская правда» (1959—60), «Комсомольская правда» (1963—66), собкор «Комсомольской правды» по Белоруссии (1966—69). Главный редактор журнала «Беларусь» (с 1978). Печатается как прозаик с 1960: газ. «Гродненская правда».